# Willy Sachse

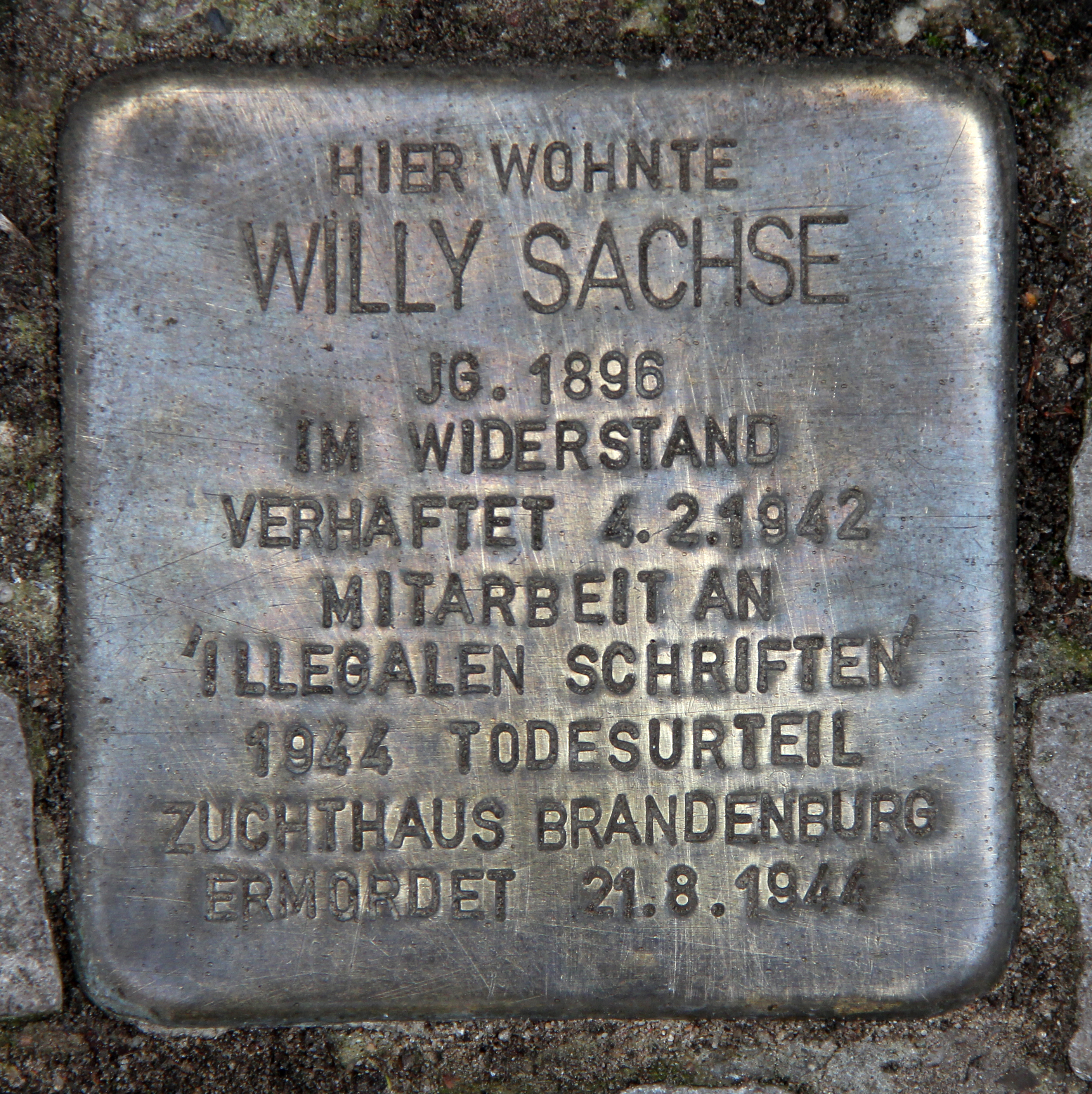
Stolperstein am Haus, Corker Straße 29, in Berlin-Wedding

Willy Richard Sachse (* 7. Januar 1896 in Leipzig; † 21. August 1944 im Zuchthaus Brandenburg) war ein deutscher Sozialist und Kommunist, der als Matrose im Ersten Weltkrieg politischen Widerstand organisierte und als Schriftsteller gegen den Nationalsozialismus Widerstand leistete.

## Leben
Sachse war der Sohn des Böttchers Karl Arthur Sachse und dessen Frau Alwine, geborene Näther. Ab 1918 betrieben seine Eltern dann eine Gastwirtschaft in Thüringen. Nach Volksschule und einigen Jahren Realschule in Leipzig erlernte er den Beruf des Feinmechanikers bei der Leipziger Firma Saalbock & Co und schloss sich während dessen dem Deutschen Metallarbeiterverband und der sozialistischen Jugendbewegung an.
Während des Ersten Weltkrieges wurde er zum Dienst in der Kaiserlichen Marine eingezogen und erlangte dort den Dienstgrad eines Oberheizers. 1917 war er einer der Organisatoren des politischen Widerstandes in der Marine. Zusammen mit Max Reichpietsch, Albin Köbis und zwei weiteren Matrosen wurde er deshalb zum Tode verurteilt. Reichpietsch und Köbis wurden am 5. September 1917 erschossen, die anderen zu 15 Jahren Zuchthaus begnadigt. Er wurde im Zuge der Novemberrevolution 1918 aus dem Zuchthaus Rendsburg in Holstein befreit und wurde Mitglied der USPD. In Leipzig wurde er in den Arbeiter- und Soldatenrat gewählt. 1920 ging er mit der Mehrheit der USPD zur VKPD.
Vom Januar 1924 bis zum Januar 1925 und vom Mai bis zum Oktober 1925 reiste er in die Sowjetunion. Die Reisen hätten der Teilnahme an einem Journalistenlehrgang gedient, gab er später als Reisegrund zu Protokoll, als er 1925 wegen der Veröffentlichung seiner Erinnerungen an den ersten deutschen Matrosenaufstand erneut inhaftiert wurde. Nach der Haft war er bis April 1926 für die KPD als Organisationssekretär vor allem in Hamburg tätig und ab Mai 1926 als Kultur- und Feuilletonredakteur bei der „Sächsischen Arbeiterzeitung“ in Leipzig. Vor allem war er ein beliebter Versammlungsredner, seine persönliche Ausstrahlung und die herausgehobene Position eines dem Todesurteil entkommenen Revolutionärs gaben ihm das Flair einer Kultfigur.
Ende 1928 wurde er als Anhänger des ehemaligen KPD-Vorsitzenden August Thalheimer aus der KPD ausgeschlossen, Sachse wurde Mitglied der Kommunistischen Partei-Opposition (KPO) und er schloss sich dem Aufbruch-Kreis revolutionärer Soldaten und Matrosen um Beppo Römer an. 1933 erhielt er für kurze Zeit eine Anstellung in dem Medien-Imperium von Willi Münzenberg. Danach arbeitete er überwiegend als freiberuflicher Schriftsteller, ab 1939 auch als technischer Zeichner.
Sachse verfasste nach 1933 illegale Schriften auch für die Widerstandsgruppen um Robert Uhrig. Am 4. Februar 1942 wurde Willy Sachse festgenommen, am 6. Juni 1944 vom Volksgerichtshof zum Tode verurteilt und am 21. August 1944 im Zuchthaus Brandenburg hingerichtet.
Alexander Graf Stenbock-Fermor schrieb über Willy Sachse in seinen 1973 veröffentlichten Memoiren Der rote Graf:

„Er gefiel mir sofort: ein dicker, schwerer Mann, der wie ein gemütlicher ›Nachbar‹ wirkte, weltoffen und heiter, das gute Leben schätzend. Doch bei jedem Gespräch spürte man sein großes politisches Wissen und seine erstaunliche Allgemeinbildung.“

Verheiratet war Sachse mit Johanna Petzold aus Zwickau. 1920 wurde sein Sohn Werner geboren.

## Erinnerung
- Die Stadt Bitterfeld-Wolfen würdigte Willy Sachse, indem sie eine Straße nach ihm benannte.
- Im Gamengrund gibt es seit 1974 einen Gedenkstein der an die Kommunisten Josef Römer, Willy Sachse, Fritz Riedel und Kurt Ritter erinnert.
- Am 23. Oktober 2012 wurde vor seinem ehemaligen Wohnort, Berlin-Wedding, Corker Straße 29, ein Stolperstein verlegt.[2]

## Werke
- Unter dem Pseudonym „Anti-Nautikus“: Deutschlands Revolutionäre Matrosen. Mit einem Vorwort von Ernst Thälmann. Hamburg 1925

Unter seinem eigenen Namen oder den Pseudonymen Jan Murr und Hein Smut hat Willy Sachse mindestens weitere 12 Bücher veröffentlicht:
- Willi Richard Sachse: Rost an Mann und Schiff. Ein Bekenntnisroman um Skagerrak. Traditionsverlag, Berlin 1934.
- Jan Murr: Heizer Jan. Erlebnisse und Abenteuer auf See. Verlag Junge Generation, Berlin 1934.
- Hein Snut: Klaus Timm: Der Held von Kamerun. Nach seinen eigenen Erlebnissen. Verlagshaus Freya, Heidenau 1934.
- Willy Richard Sachse: Wettfahrt mit Tod und Teufel. Roman. Buchmeister-Verlag sowie Büchergilde Gutenberg, Berlin 1934.
- Jan Murr: ‘Tom … Tom …’. Eine Erzählung aus dem Regenwald Madagaskars. Verlag Junge Generation, Berlin 1934.
- Willy Richard Sachse: Jonetta. Roman einer Seefahrt, Verlag Junge Generation, Berlin 1934.
- Willy Richard Sachse: Alaska Jim. Ein Held der Kanadischen Polizei. Verlagshaus Freya, Heidenau 1935.
- Jan Murr: Der Admiral. Leben und Tod derer von Falkland. Verlag Junge Generation, Berlin 1935.
- Jan Murr: Robben-Roy. Verlag von Schmidt und Spring, Leipzig o. J. (1936).
- Jan Murr: Die Sechs vom ‘Brummer’. Verlag H.-J. Fischer, 1936; Stick Bummys Vermächtnis. Abenteuer-Roman, Verlag Das Vaterland, Niedersedlitz, 1936.
- Jan Murr: Schwarzmesser. Roman. List Verlag, Leipzig 1936.
- Jan Murr: Die Männer der Fortune. List-Verlag, Leipzig 1935.

## Film
- Marinemeuterei 1917, ZDF 1969, 90 Min., Regie: Hermann Kugelstadt, Drehbuch: Michael Mansfeld, mit Dieter Wilken, Karl-Heinz von Hassel, Joachim Richert (als Willy Sachse), Volkert Kraeft, Claus Wilcke u. a. (dieser Film schildert dezidiert die Meuterei und den Prozess gegen die Meuterer).